# Dave Robinson
Richard David Robinson (Municipio de Mount Holly, Nueva Jersey, 3 de mayo de 1941), más conocido como Dave Robinson, es un exjugador profesional estadounidense de fútbol americano que se desempeñó en la posición de linebacker en la National Football League (NFL). Es miembro del Salón de la Fama del Fútbol Americano Profesional.

## Carrera
Robinson jugó como profesional diez temporadas en Green Bay Packers (1963-1972), después pasó a Washington Redskins, donde jugó dos temporadas (1973-1974), y fue el equipo en el que se retiró.

## Reconocimiento
El 3 de agosto de 2013, ingresó como miembro al Salón de la Fama del Fútbol Americano Profesional.